# Льюис, Натан
Натан Энтони Льюис (англ. Nathan Anthony Lewis, род. 20 июля 1990 года, Малони, Тринидад и Тобаго) — тринидадский футболист, полузащитник. Выступал за сборную Тринидада и Тобаго.

## Карьера
На серьёзном уровне начал в футболе выступать в команде «Каледония Эй-Ай-Эй» из Морвы. Вместе с ней Льюис побеждал в кубке Тринидада и Тобаго. Затем полузащитник два года защищал цвета другой местной команды «Сан-Хуан Джаблоти».
Зимой 2018 года Льюис перебрался в США, где вместе со своим соотечественником Карлайлом Митчеллом подписал контракт с клубом ЮСЛ «Инди Илевен» на сезон 2018. За клуб из Индианы он дебютировал 7 апреля в матче против «Норт Каролины».
5 января 2019 года Льюис присоединился к новообразованному клубу «Лансинг Игнайт» из Лиги один ЮСЛ, нового третьего дивизиона США. За клуб из столицы Мичигана он дебютировал 13 апреля в матче против «Ричмонд Кикерс».

### В сборной
За сборную Тринидада и Тобаго Натан Льюис дебютировал 27 мая 2016 года в товарищеском матче против сборной Уругвая, закончившегося победой латиноамериканцев со счетом 3:1. 29 апреля 2017 года полузащитник отметился первым голом за национальную команду в выездной встрече против Гренады, в котором соперники сыграли со счетом 2:2.

## Достижения
- Обладатель Кубка Тринидада и Тобаго: 2012/13.